# Pier Gonella
Pier Gonella, född 26 mars 1977 i provinsen Genova, Italien, är gitarrist och låtskrivare i heavy metal-bandet Mastercastle. 
 Han har även soloprojektet Odyssea. Han har också arbetat med 'Labyrinth' och Necrodeath.
Gonella började spela gitarr i tidiga tonår och lät sig inspireras  av gitarrister som Vinnie Moore, Joe Satriani och Yngwie Malmsteen.

 Mastercastle bildades 2008 av Pier Gonella och Giorgia Gueglio.

## Diskografi
| Studioalbum  | Studioalbum | Studioalbum       | Studioalbum                         |
| ------------ | ----------- | ----------------- | ----------------------------------- |
| Band         | Utgivet     | Titel             | Skivbolag                           |
| Athlantis    | 2001        | Athlantis         | Underground Symphony                |
| Wild Steel   | 2003        | Wild Steel        | Underground Symphony                |
| Odyssea      | 2005        | Tears in floods   | Scarlet Records - King Records      |
| Labyrinth    | 2006        | Freeman           | Arise Records - King Records - V2   |
| Labyrinth    | 2006        | 6 days to nowhere | Scarlet Records - King Records - V2 |
| Labyrinth    | 2010        | As time goes by   | Scarlet Records - King Records - V2 |
| Necrodeath   | 2007        | Draculea          | Scarlet Records                     |
| Necrodeath   | 2009        | Phylogenesis      | Scarlet Records                     |
| Mastercastle | 2009        | The Phoenix       | Lion Music - Spiritual Beast        |
| Necrodeath   | 2010        | Old Skull         | Scarlet Records                     |
| Necrodeath   | 2010        | The Age of Fear   | Scarlet Records                     |
| Necrodeath   | 2011        | Idiosyncrasy      | Scarlet Records                     |
| Mastercastle | 2010        | Last Desire       | Lion Music                          |
| Necrodeath   | 2011        | The Age of Fear   | Scarlet Records                     |
| Necrodeath   | 2011        | Idiosyncrasy      | Scarlet Records                     |